# Villa Rothermundt (Blasewitz)

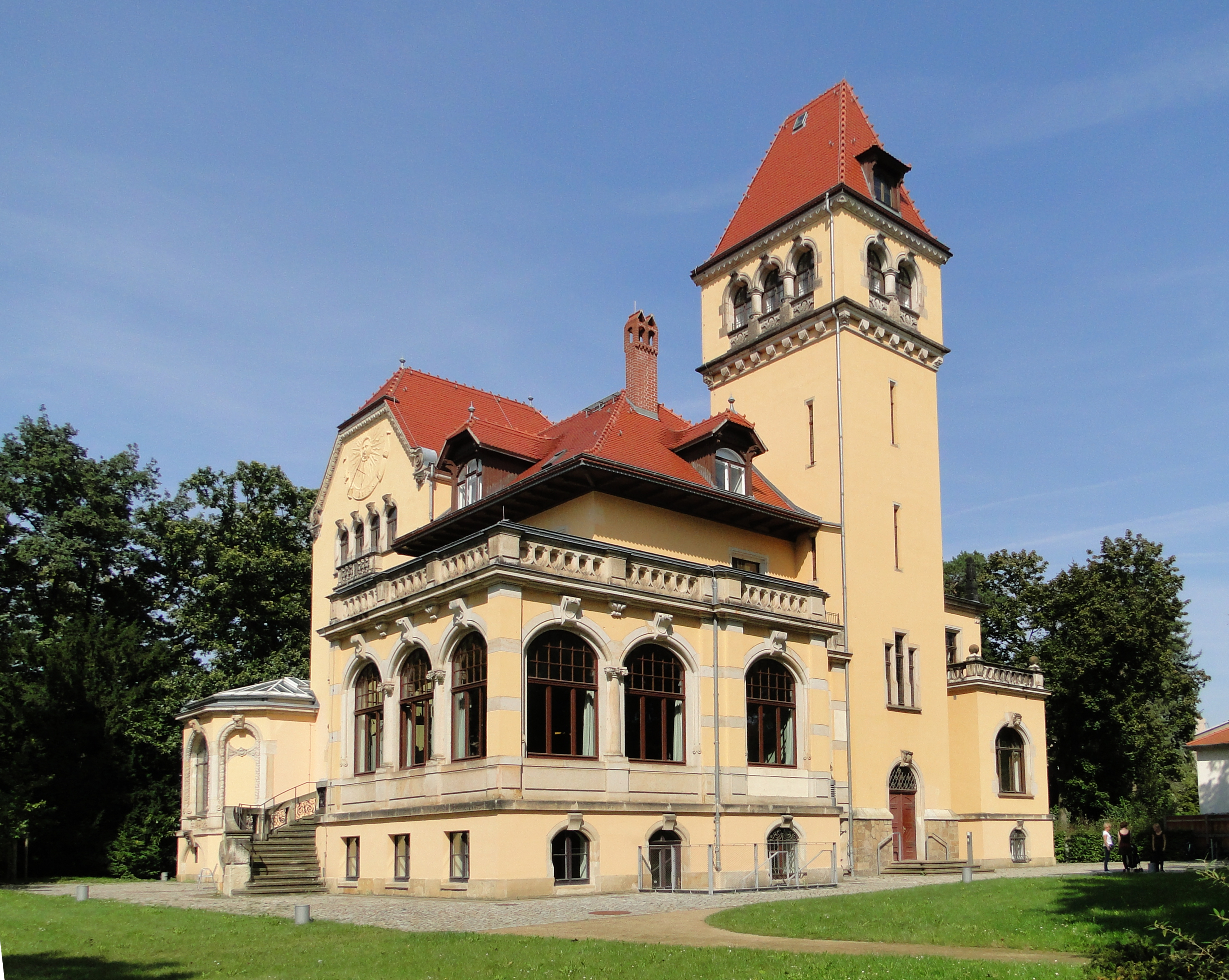
Gartenansicht der Villa Rothermundt

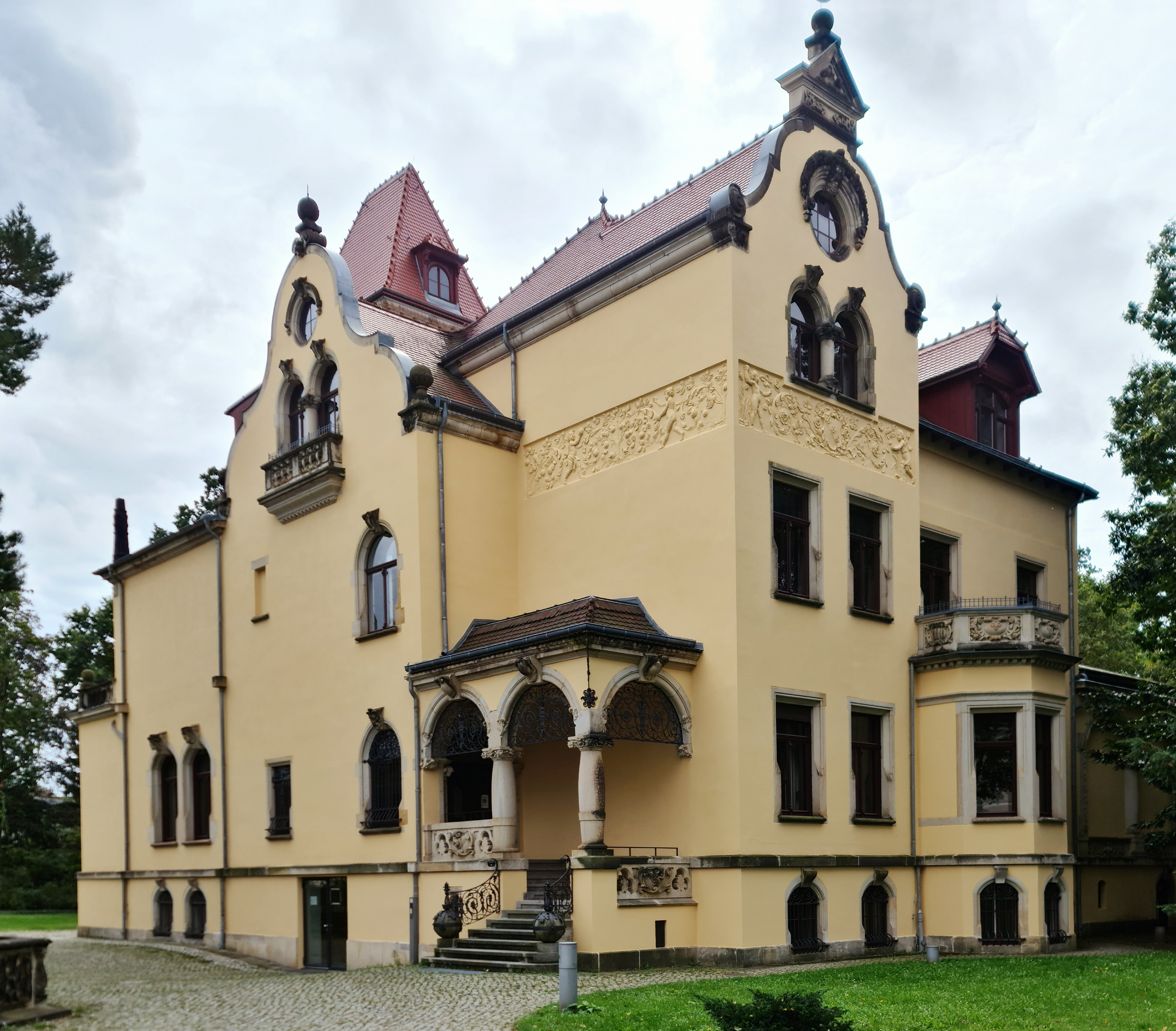
Die Villa vom Einfahrtstor aus

Die unter Denkmalschutz stehende Villa Rothermundt ist eine repräsentative Villa im Stil der Neorenaissance im Dresdner Stadtteil Blasewitz, Mendelssohnallee 34 (vor 1945 „Deutsche-Kaiser-Allee“). Nach 1945 wurde sie Sitz des Sächsischen Landesgymnasiums für Musik Carl Maria von Weber.

## Geschichte

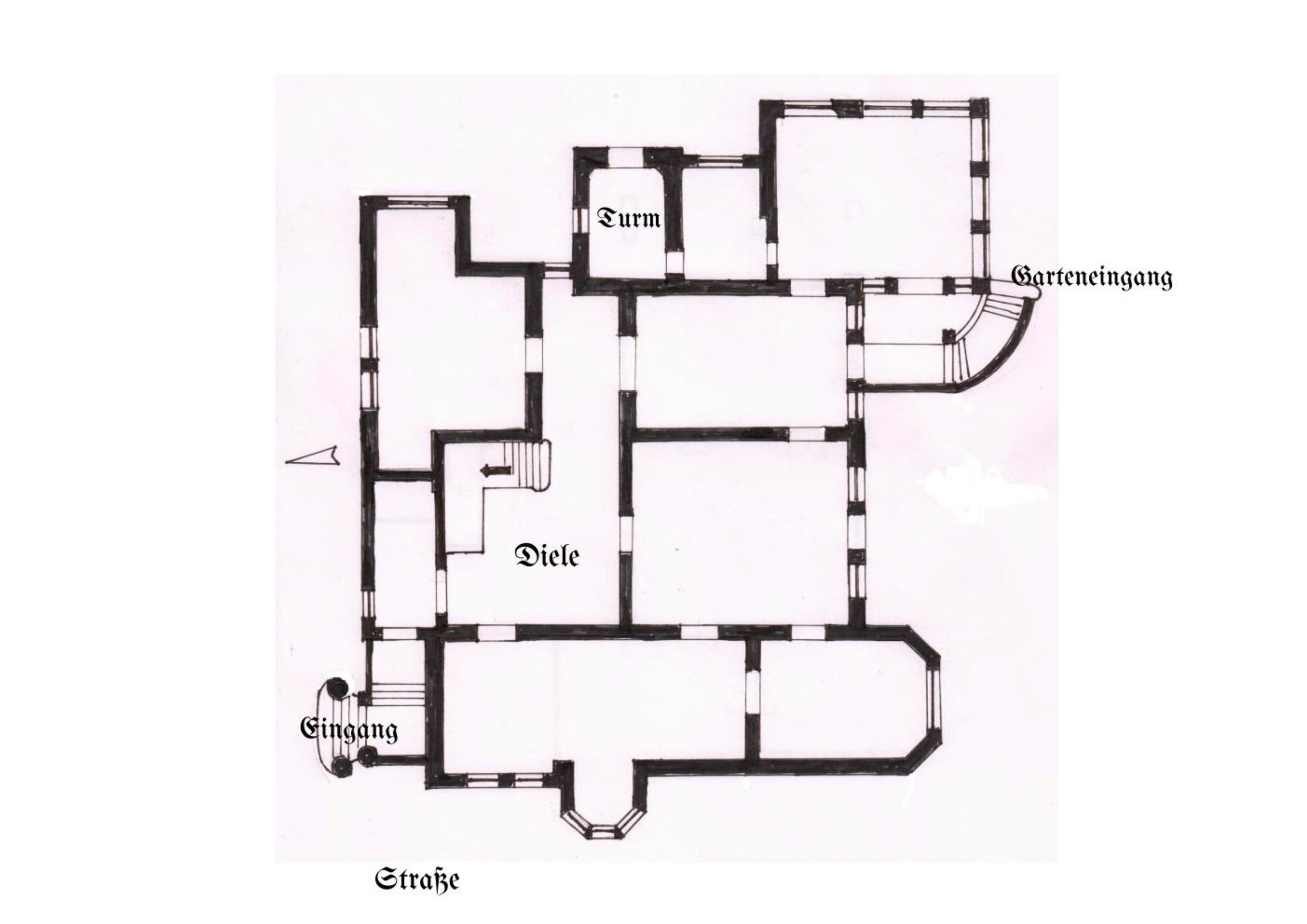
Grundriss nach 1915

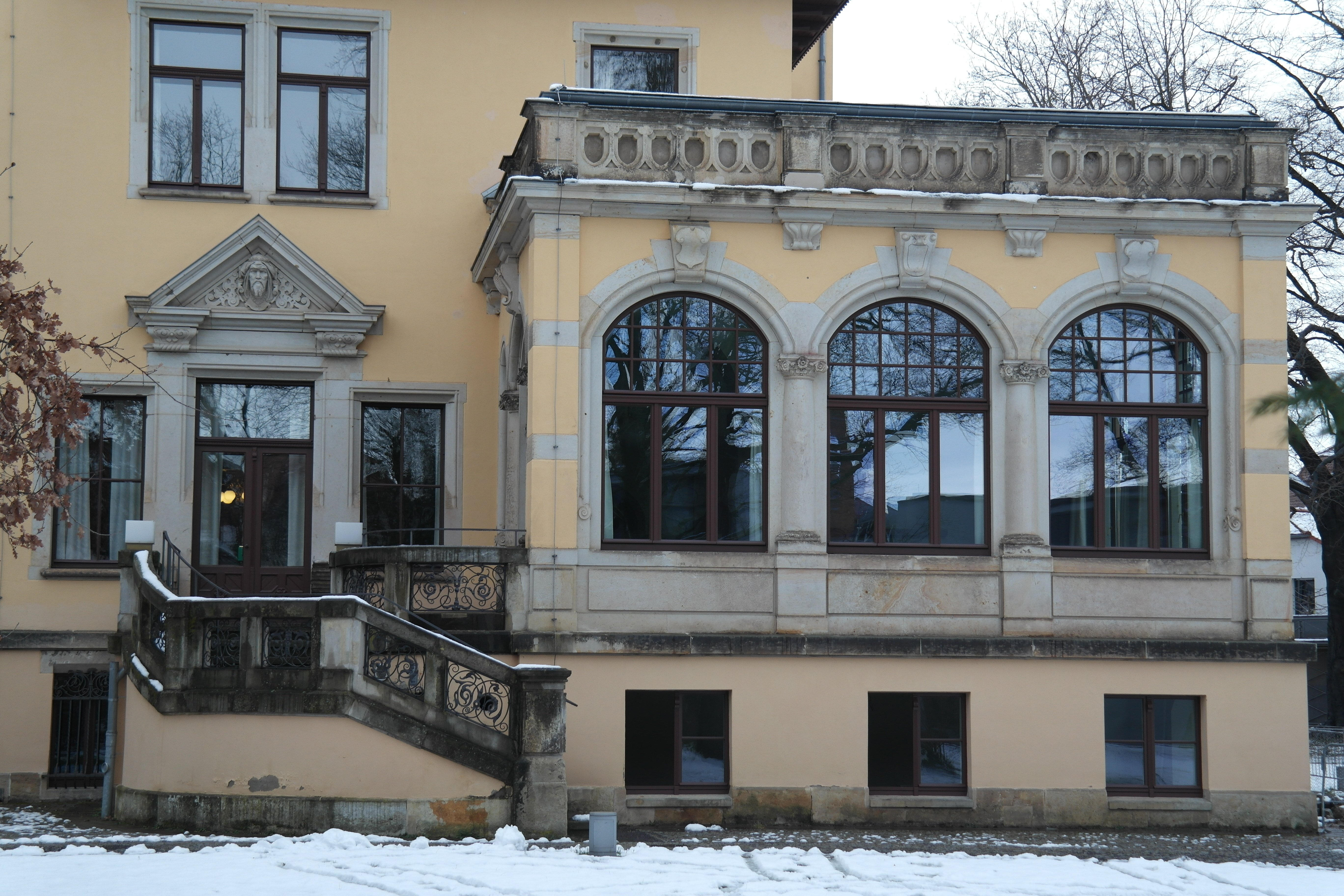
Sommerveranda

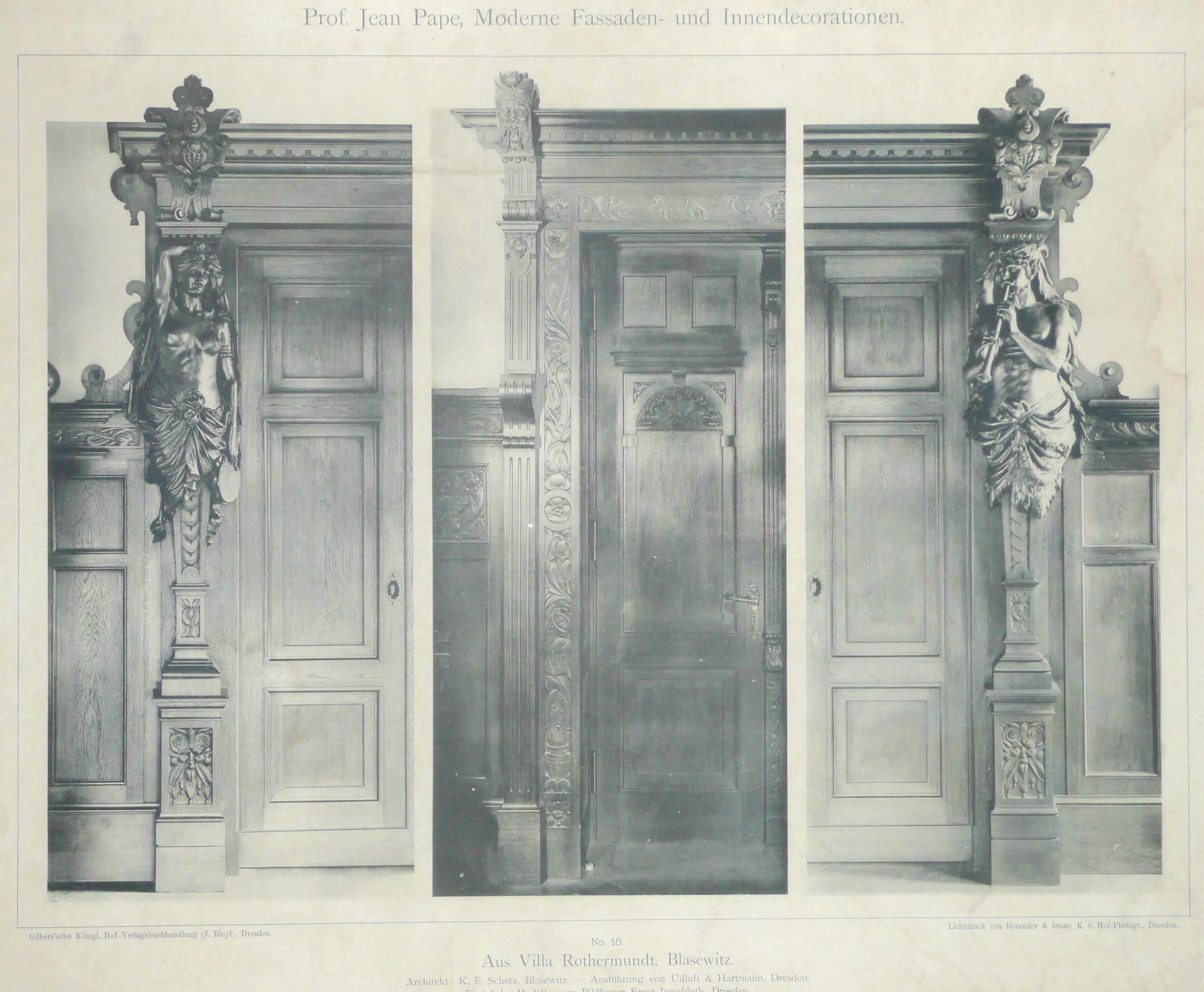
Verzierte Innentüren nach Vorlage des Dresdner Bildhauers Eduard Jungbluth

Der Ort Blasewitz vor den Toren Dresdens entwickelte sich im 19. Jahrhundert zu einem Villenstandort. Vornehmlich in der deutschen Gründerzeit wurden nach dem Stil der Dresdner Villenarchitektur diverse Stilarten der deutschen Fachwerkbauweise, der Renaissance, der Romanik, der Gotik und des Barock im Einklang miteinander verbunden. Geschmückt und verziert mit spitzen und kantigen Türmen, anschmiegenden Erkern, plastisch geschmückten Fassaden, dezenten Anbauten und Ziergiebeln sowie dekorativen Kaminen und Schornsteinen ergab einen oft schlossähnlichen Charakter. Nach 1870 entwickelte sich der Vorort rasant zu einem Villenstandort. Großzügig angelegte Straßen bestimmten große Vorgärten und Parkanlagen um die Gebäude. So wurde auch die Mendelssohnallee (bis 1945 Deutsche-Kaiser-Allee) bogenförmig von der Loschwitzer Straße elegant in einem Halbkreis gestaltet. Unternehmer und Fabrikbesitzer wollten den Ruhestand in diesem Viertel genießen. Der Unternehmer Julius Ludwig Rothermundt übersiedelte 1859 nach Dresden, wo auch sein viertes Kind geboren wurde. Im Jahr 1874 kaufte er im Vorort Gruna das alte Anwesen des historischen Gasthofes der Grünen Wiese und errichtete dort seine Prunkvilla.
Sein ältester Sohn Adolf Wasilieff Ernst Rothermundt verlegte seinen Wohnsitz nach Blasewitz. Für seinen Familiensitz wählte er das Grundstück in der Mendelssohnallee 34. Im Jahr 1895 beauftragte er den Dresdner Architekten Karl Emil Scherz, einen repräsentativen Villensitz zu errichten. Die Entwürfe wurden mehrfach angepasst und geändert. Schließlich entstand in den Jahren 1896 und 1897 ein repräsentatives Villengebäude im Stil der Neorenaissance. Die Villa wurde bedingt durch die vielfältigen künstlerischen Neigungen der Familie bald zu eng. Im Jahr 1909 wurde das Gebäude unter den Anweisungen des Hausherren umgebaut und erweitert. Die Familie besaß eine ebenso berühmte wie erlesene Gemäldesammlung, in der unter anderen Max Liebermann mit 17, Max Slevogt und Lovis Corinth mit je fünf Gemälden vertreten waren.
| Künstler               | Gemäldetitel |
| ---------------------- | --- |
| Claude Monet           | Mühle bei Vetheuil im Tauwetter |
| Auguste Renoir         | Der Garten |
| Vincent van Gogh       | Zugbrücke über den Arles, Stillleben |
| Alfred Sisley          | Landschaft |
| Carl Schuch            | Junge am Schrank, Stillleben |
| Paul Cézanne           | Landschaft |
| Max Liebermann         | Reiter am Meer; Biergarten; Seilerbahn; Der segnende Papst; Gemüseauktion; Amsterdamer Judenviertel; Straße in Edam; Dünenbild; Die Lotsen |
| Leopold von Kalckreuth | Onkel Anders; Ernte; Garten im Winter |
| Ludwig von Hofmann     | Jüngling unter Blütenbäumen |
| Wilhelm Trübner        | Bildnis; Odenwaldlandschaft; Schlossgarten; Damenportrait; Mädchen im Freien                                                               |
| Max Slevogt            | Fischstillleben; Der geschlachtete Ochse                                                                                                   |
| Lovis Corinth          | Das Strumpfband; Am Fenster |
| Otto Reiniger          | Portrait Schmidt-Reutte |
| Edgar Degas            | Tänzerinnen |

Weitere Gemälde stammten von Adolf Menzel, Ignacio Zuloaga, Giovanni Segantini, Eugen Bracht, Robert Sterl und Oskar Zwintscher.
In prachtvoll ausgestatteten Räumen der Villa fanden wöchentliche Kammerkonzerte mit der Pianistin Tamara von Freymann oder Musikern der Staatskapelle statt. Zahlreiche Begegnungen mit bekannten und namhaften Künstlern und Kunstschaffenden gehörten ebenfalls zu den Gepflogenheiten der kunstliebenden Familie. Zur Ausstattung der Villa zählte eine einzigartige Porzellansammlung und eine größere Bibliothek.

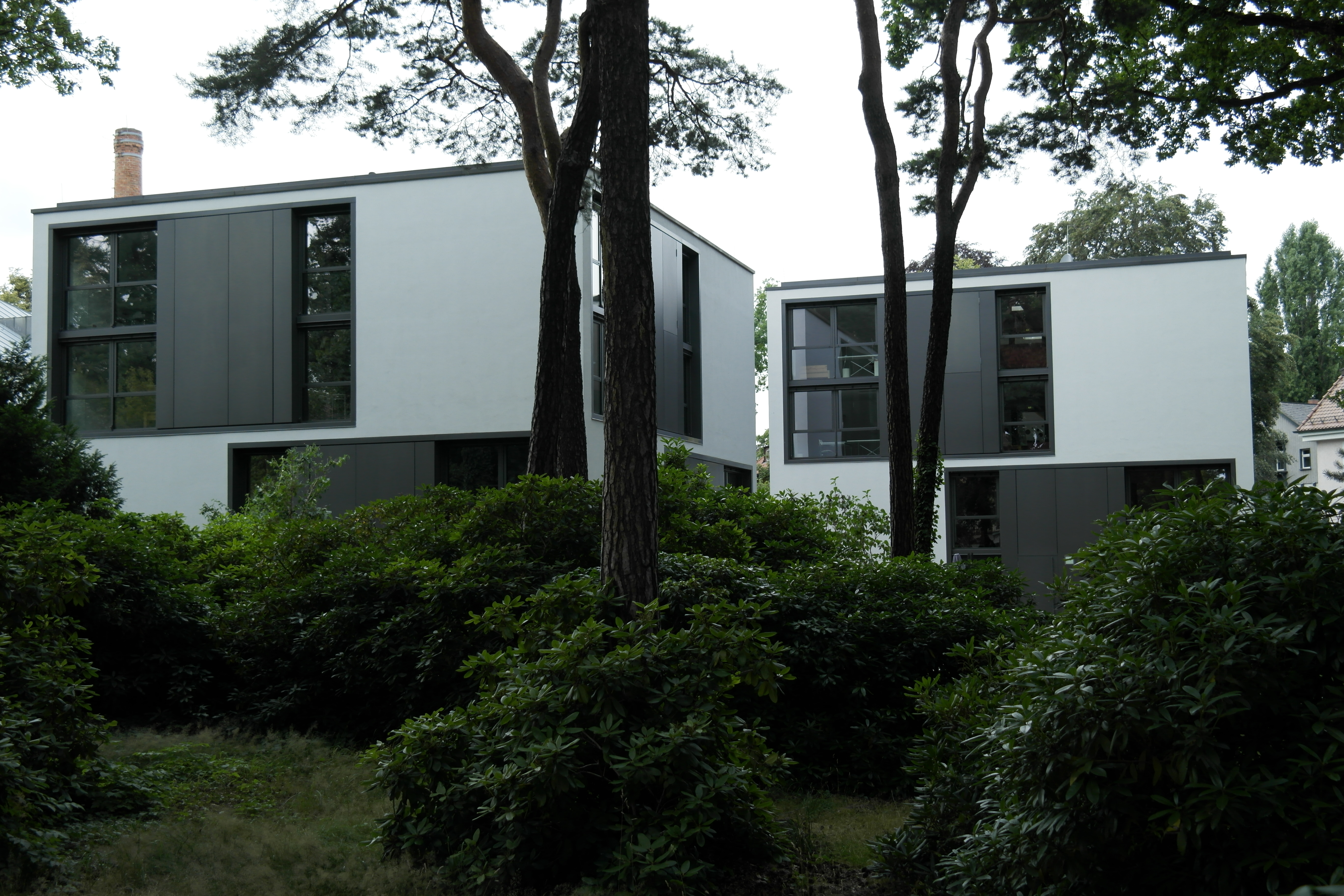
Internatsgebäude

Allerdings wurden in der Weltwirtschaftskrise und anschließenden Inflationszeit zum Überleben fast alle Kunstgegenstände verkauft oder anderweitig in Zahlung gegeben. Der aufwendige Lebenswandel konnte von der Familie nicht gehalten werden. Die nun leere Prachtvilla wurde im Jahr 1937 von der Stadt Dresden übernommen. Im Jahr 1945 richtete die Stadt, durch die verheerenden Bombenangriffe bedingt, eine Notverpflegungsstelle für Ausgebombte, Flüchtlinge und Heimatvertriebene ein. Später wurden die Räume für eine Zentrale der Blasewitzer Einwohner zur Ausgabe von Lebensmittelmarken und rationierten Lebensmitteln genutzt. Bereits im Juni 1945 wurde der Villa mit der Gründung einer Musikschule durch Musikpädagogen und Musiker eine künstlerische neue Bedeutung gegeben. Mit bescheidenen Mitteln und mit der Unterstützung der Sowjetischen Militäradministration entstand eine Akademie für Musik und Theater, im Herbst 1952 zur Hochschule für Musik erhoben. In den 1990er Jahren nutzte das Sächsische Landesgymnasium „Carl Maria von Weber“ die Villa als Spezialschule für Musik. In den Jahren 2007 bis 2008 erfolgten umfangreiche Sanierungsmaßnahmen. Dabei übernahmen das Architektenbüro Jörg Baarß und Klaus Löschner in enger Zusammenarbeit mit dem Landesamt für Denkmalpflege Sachsen die Gesamtsanierungen einschließlich Akustik und Möblierung. Die Gesamtkosten betrugen 3,7 Millionen Euro. Die Firma Schmiede Neuhammer aus Olbernhau restaurierte die historischen Oberlichtgitter, Treppengeländer, Zierelemente, Füllungen an der Sandsteintreppe und Zaunelemente. Im parkähnlichen Garten wurden abseits zwei moderne Internatsgebäude errichtet.

## Beschreibung

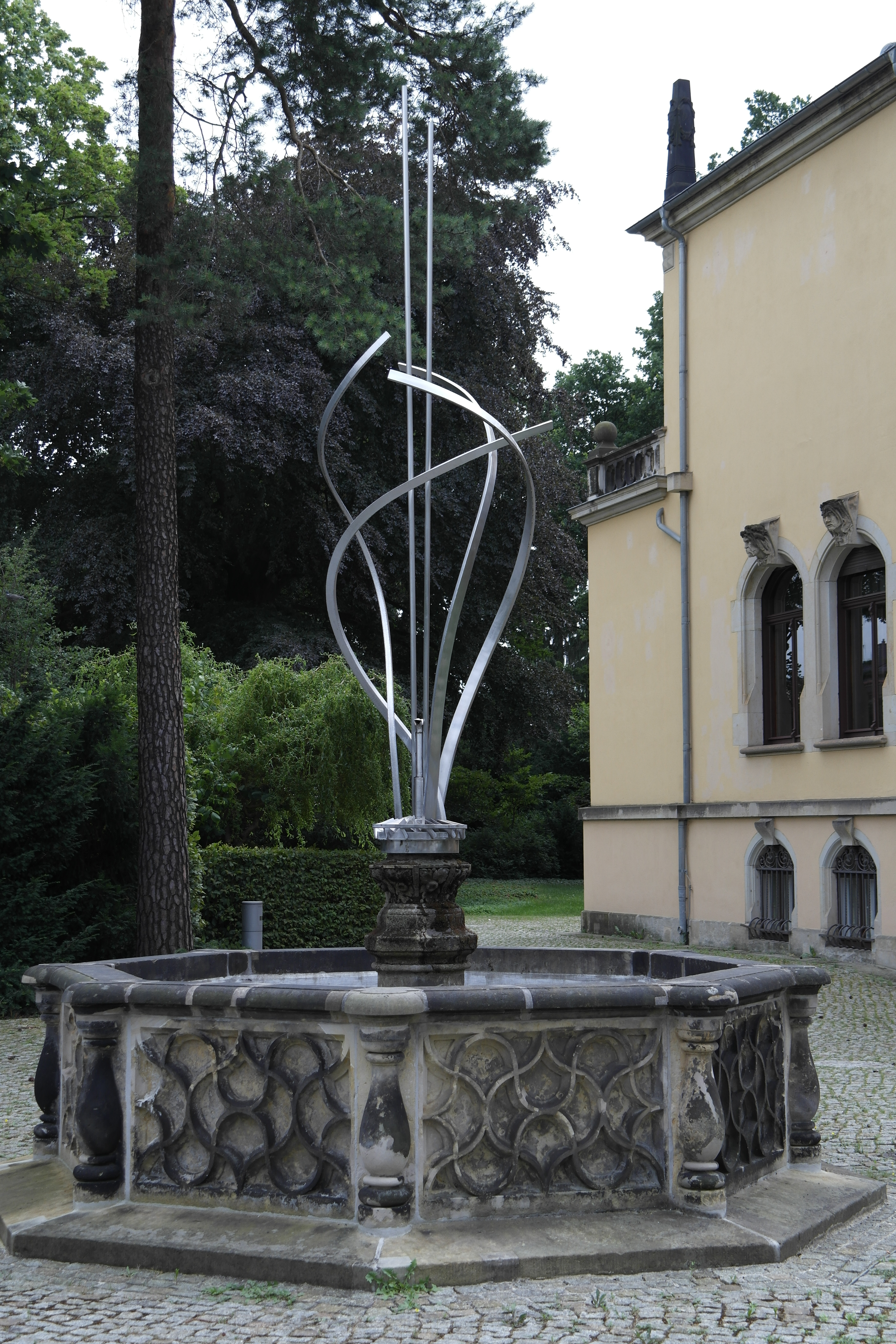
Brunnen

### Außen
Die vom Stil der Neorenaissance inspirierte zweigeschossige Villa hat gartenseitig einen rechteckigen, das Gebäude überragenden Turm. Verwinkelte Fassadenansichten, Balustraden, Balkone und reichlich plastischer Fassadenschmuck aus Sandstein und die für den Architekten üblichen Fensterbänder aus zwei, drei oder vier Fenstern dokumentieren den Reichtum seines Bauherren. Geputzte Fassaden mit Sandsteingliederungen, elegant geschweiften Giebeln und Freitreppen sowie Wintergarten und Sommerveranda ergänzen den Bau. Der um 1909 erfolgte Umbau vergrößerte die Ausstellungsräume und fügt sich harmonisch in die vorhandene Bausubstanz.
Das Gebäude hat ein aus Sandsteinmauerwerk bestehendes Kellergeschoss. Die Fenster der in Tiefparterre befindlichen Zimmer sind außen mit Sandsteingewänden und bildhauerisch-plastisch gestalteten Rundbögen versehen. Darüber umläuft ein Sandsteinsims das Gebäude. An der Südseite befand sich ein dekorativer Wandbrunnen mit Wasserspeier. Das Erdgeschoss wurde als Hochparterregeschoss ausgebildet und ist über den prächtig ausgeschmückten Haupteingang und mehrere Außentreppen erreichbar.
Das Obergeschoss und das ausgebaute Dachgeschoss sind westseitig mit Ornamentbändern aus Puttenfiguren, Ranken und Wappen verziert. Am Giebel der Südseite befindet sich eine im Putz strukturierte Sonnenuhr.
Das Bauwerk wird von einer weitläufigen Parkanlage umgeben, die der königlich-sächsische Gartenbaudirektor und Gartenbaupädagoge Max Bertram gestaltete. Auf dem gepflasterten Hof befindet sich ein achteckiger Brunnen aus Sandstein, auf einer Mittelsäule den Heiligen Georg darstellend. Die Figur verschwand in den Nachkriegsjahren und wurde erst im Jahr 2010 durch eine modern gestaltete Metallskulptur Wassermusik von Dresdner Bildhauer und Metallgestalter Hans-Volker Mixsa ersetzt.

### Innen

#### Souterrain
Das Souterrain oder Tiefparterre mit seinen Wirtschaftsräumen und Personalsouterrainwohnungen ist funktionell aufgegliedert und zweckmäßig einfach gehalten. Es befindet sich nur halb unter der Erdoberfläche und ist mit Fenstern versehen. Bei den umfangreichen Sanierungsarbeiten wurde auf der Nordseite ein barrierefreier Zugang eingerichtet.
Im rechteckig gehaltenen, das Gebäude überragenden Turm befindet sich ein Treppenaufgang, über den man alle Etagen erreichen kann.

#### Erdgeschoss

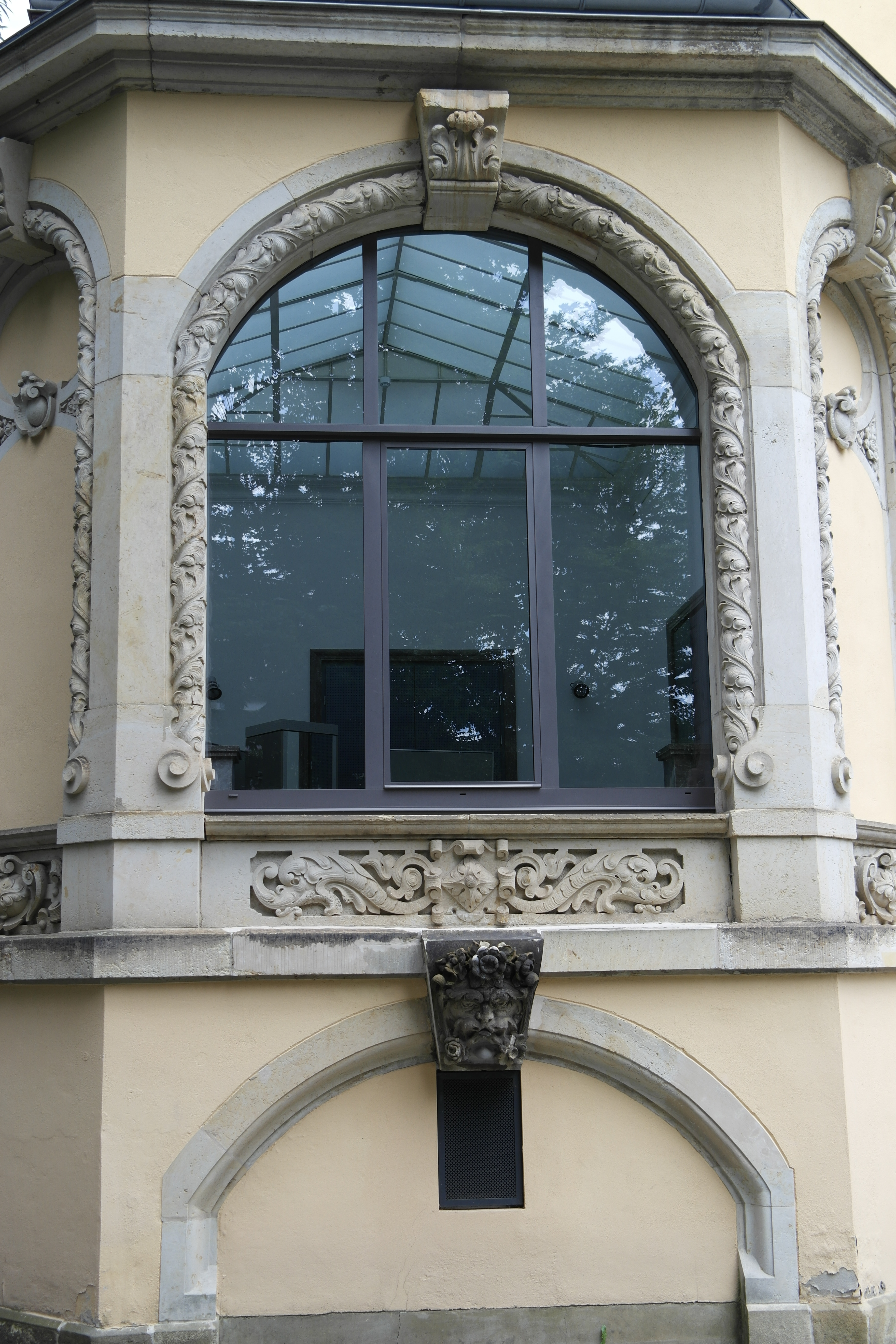
Wandbrunnen

Das Erdgeschoss als Hochparterregeschoss ist über einen dekorativ geschmückten Haupteingang mit Freitreppe erreichbar. Die Diele ist über zwei Etagen offen gehalten und vermittelt eine großzügige und angenehme Atmosphäre. Im unteren Teil der Diele sind halbhohe eichene Wandverkleidungen mit geschnitzten Ornamenten vorhanden. Der obere Teil der Diele wird über eine Prachttreppe erreicht und ist zugleich der Zugang zum oberen Geschoss. Auf kurzen Säulen bilden Arkaden mit Ornamenten und Wappen einen architektonischen prächtigen Gesamtabschluss. Die Decke mit den sichtbaren Eichenholzbalken und geputzten Zwischenfeldern geben der Diele ein gelungenes Gesamtbild.
Die großzügig angeordneten Zimmer sind über die Diele erreichbar und im Inneren miteinander verbunden. Alle Räume sind prächtig und reichlich mit Verzierungen und plastischen Reliefs geschmückt. Die Türgewände wurden mit geschnitztem Eichenholz aufwendig verblendet. Die figürlichen Modelle stammen vom Dresdner Bildhauer Ernst Eduard Jungbluth. Die Ausführung der Wandverkleidungen und sämtlicher hölzernen Einbauten übernahm die Dresdner Innenausstattungsfirma Udluft und Hartmann. Jeder Türdurchgang wurde anders gestaltet und geschmückt, die Türgewände sind mit Ranken und Zierbändern versehen und schließen im oberen Teil mit Figuren und Fantasiegestalten ab. Die Beschläge der Türen und Fenster sind aus Messing gefertigt. Die Schlossschilde und Fensteroliven sind mit aufwendigen Ziselierungen geschmückt. Die Baskülstangen sind bereits modern im Rahmen eingearbeitet.
Alle Zimmer im Erdgeschoss sind wie die Diele ausgestaltet. Über den eichenen Wandverkleidungen sind geglättete Putzflächen vorhanden, um den repräsentativen Gemälden einen wirkungsvollen Platz zu bieten. Die Fensterseiten sind bis zur Decke mit Wandverkleidungen gestaltet. Die Zwischenfelder und Brüstungsflächen sind mit Ranken und Reliefbändern reich geschmückt. Alle Zimmerdecken im Erdgeschoss haben eine hölzerne Kassettenbalkendecke mit dekorativen Ausschmückungen und dekorativ verzierten Zwischenfeldern.

#### Obergeschoss
Im Obergeschoss befinden sich die Räumlichkeiten wie im Erdgeschoss um die Diele angeordnet. Ihre Gestaltung zeigt eine etwas geschlossenere Prächtigkeit als im Erdgeschoss. Auch hier sind Wandverkleidungen und prunkvolle Türverkleidungen zu finden. Von der Prachttreppe ausgehend erreicht man einen offenen Flur, und man kann in die Diele hinab sehen. Anderseits befinden sich Ausstellungszimmer wie im Erdgeschoss mit geglättetem Innenputz und halbhoher eichenen Wandverkleidung. Auch hier sind die Zimmer untereinander und mit dem Flur verbunden. Alle Zimmer haben Stuck- und Balkendecken mit geschnitzten Zwischenfeldern und sind mit dekorativen Ausschmückungen versehen. Die Sommerveranda und der Wintergarten enden über dem Erdgeschoss.

#### Dachgeschoss
Über den Treppenaufgang im Turm erreicht man das Dachgeschoss. Hier befanden sich die weniger ausgeschmückten Räumlichkeiten der Familie. Wobei das an der Südseite befindliche Esszimmer wiederum mit Ornamenten, Reliefs und Zierbändern und einer halbhohen Wandverkleidung ausgestaltet war. Wie in den Räumen unterhalb des Esszimmers befanden sich offene Kamine darin. Die Räume schlossen mit Kassetten- und Stuckdecken ab. Über dem Dachgeschoss befindet sich ein weiteres ausgebautes Dachgeschoss mit Dachgaupen und Mansarden. Diese Räume dienten ebenfalls der Familie.
Der das Gebäude überragende rechteckige Turm hat in Firsthöhe ein Turmgeschoss. Über einem prachtvoll ausgebildeten Sims sind jeweils zwei zweiteilige und dreiteilige Fensterbänder mit Rundbogenfenstern ausgebildet. Ein hohes Satteldach auf einem verzierten umlaufenden Sims bildet den Turmabschluss.

## Galerie

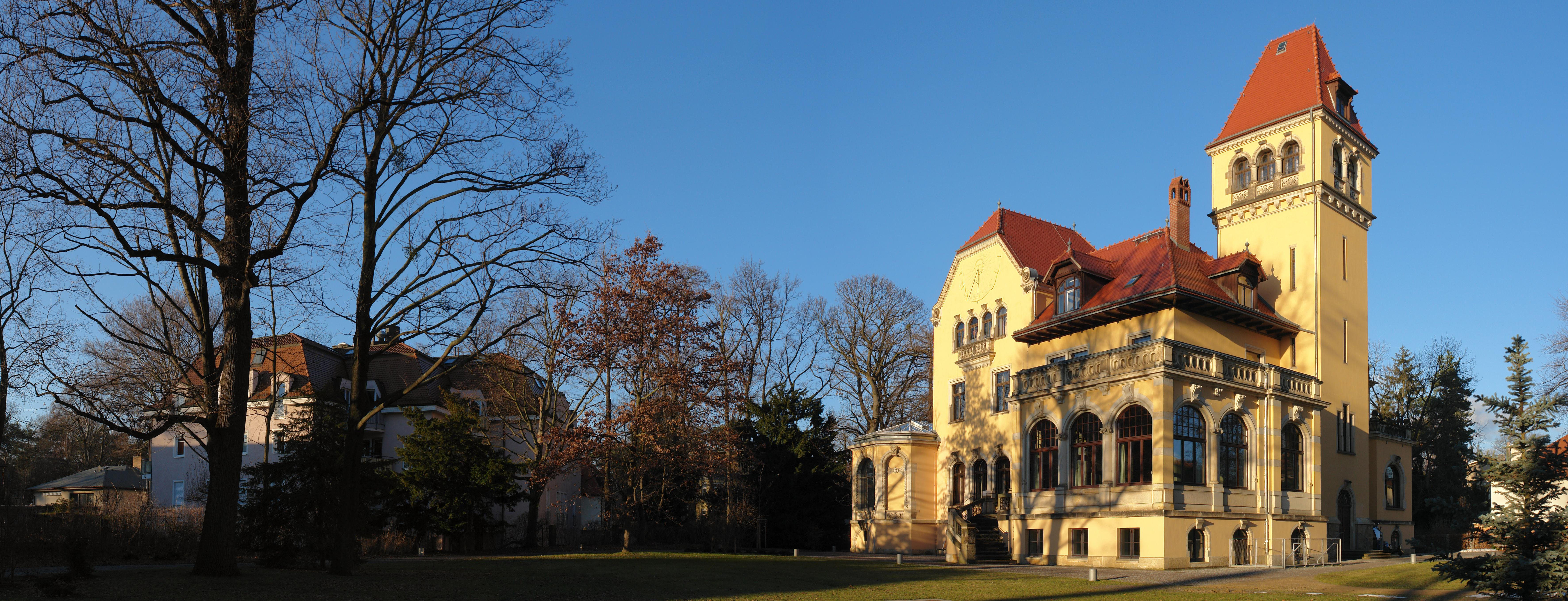
Panoramaansicht mit Park
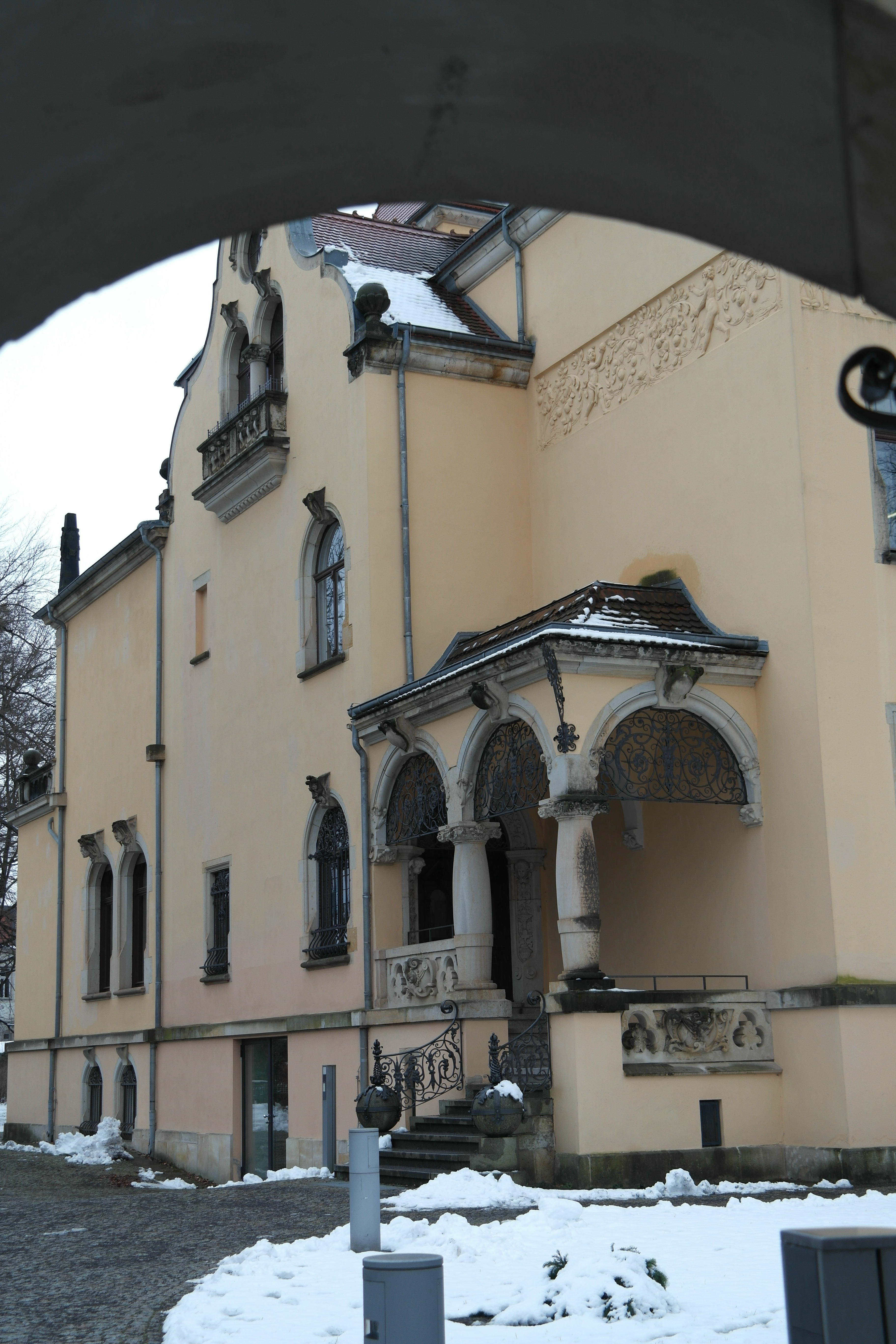
Nordseite
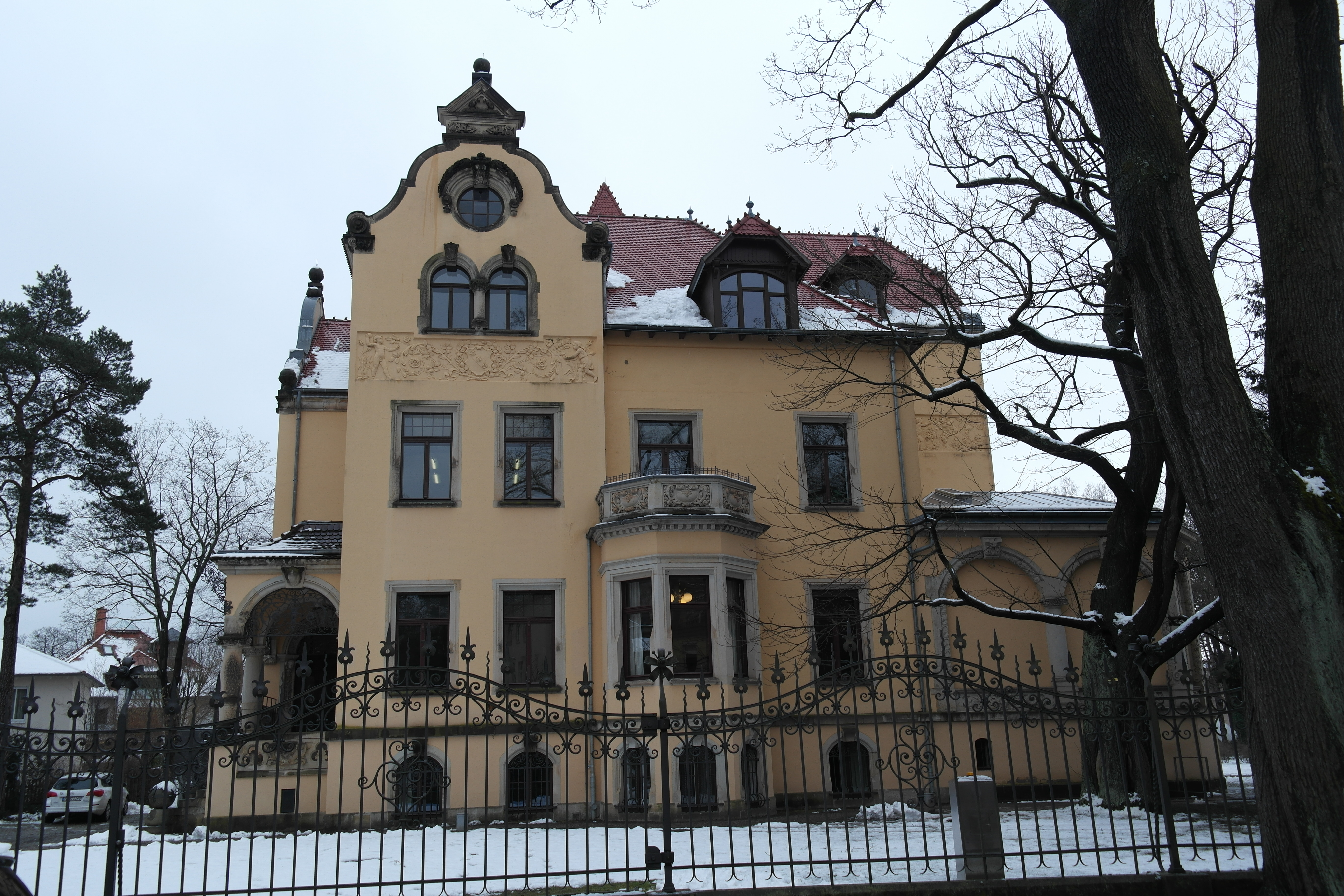
Straßenseite
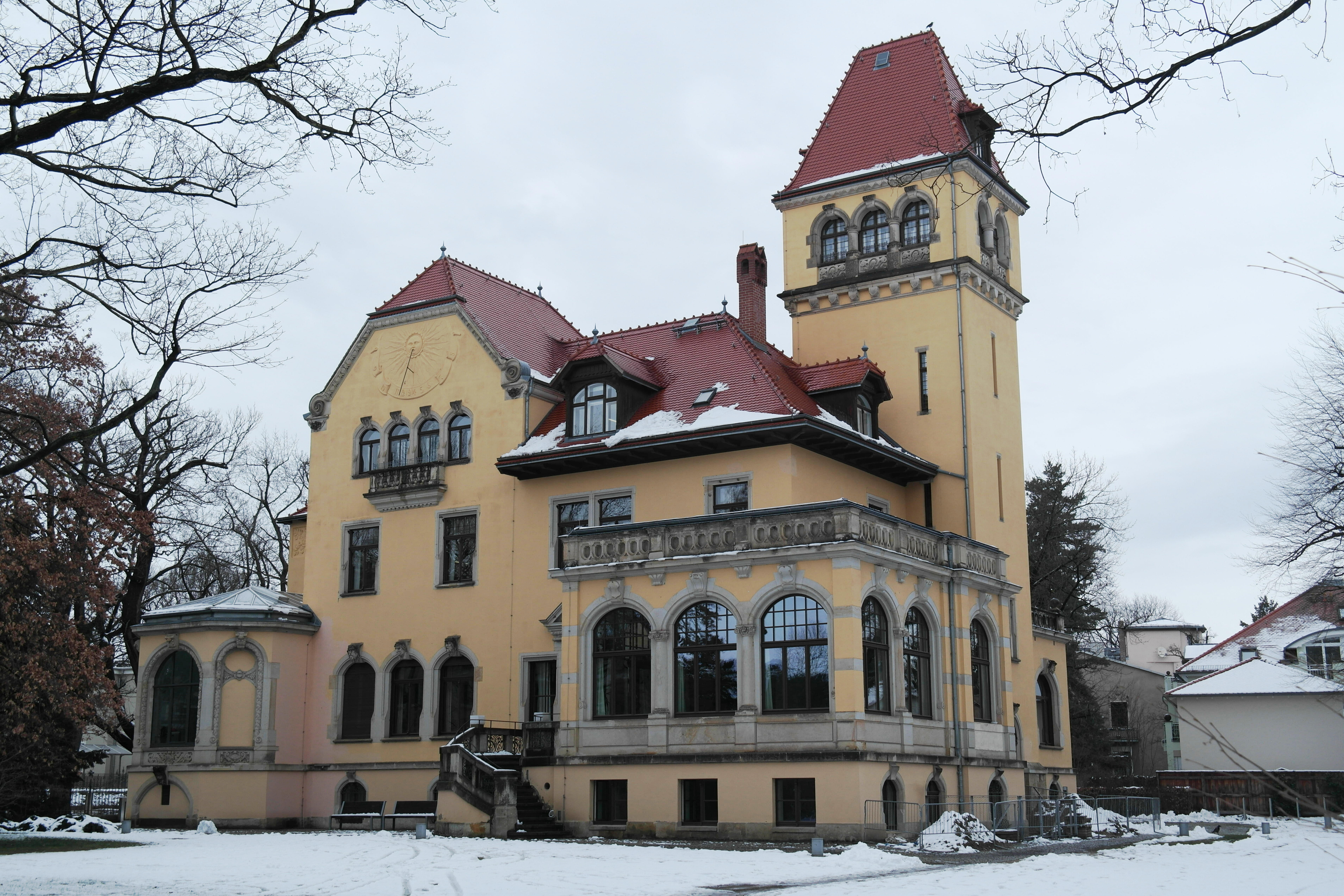
Südseite
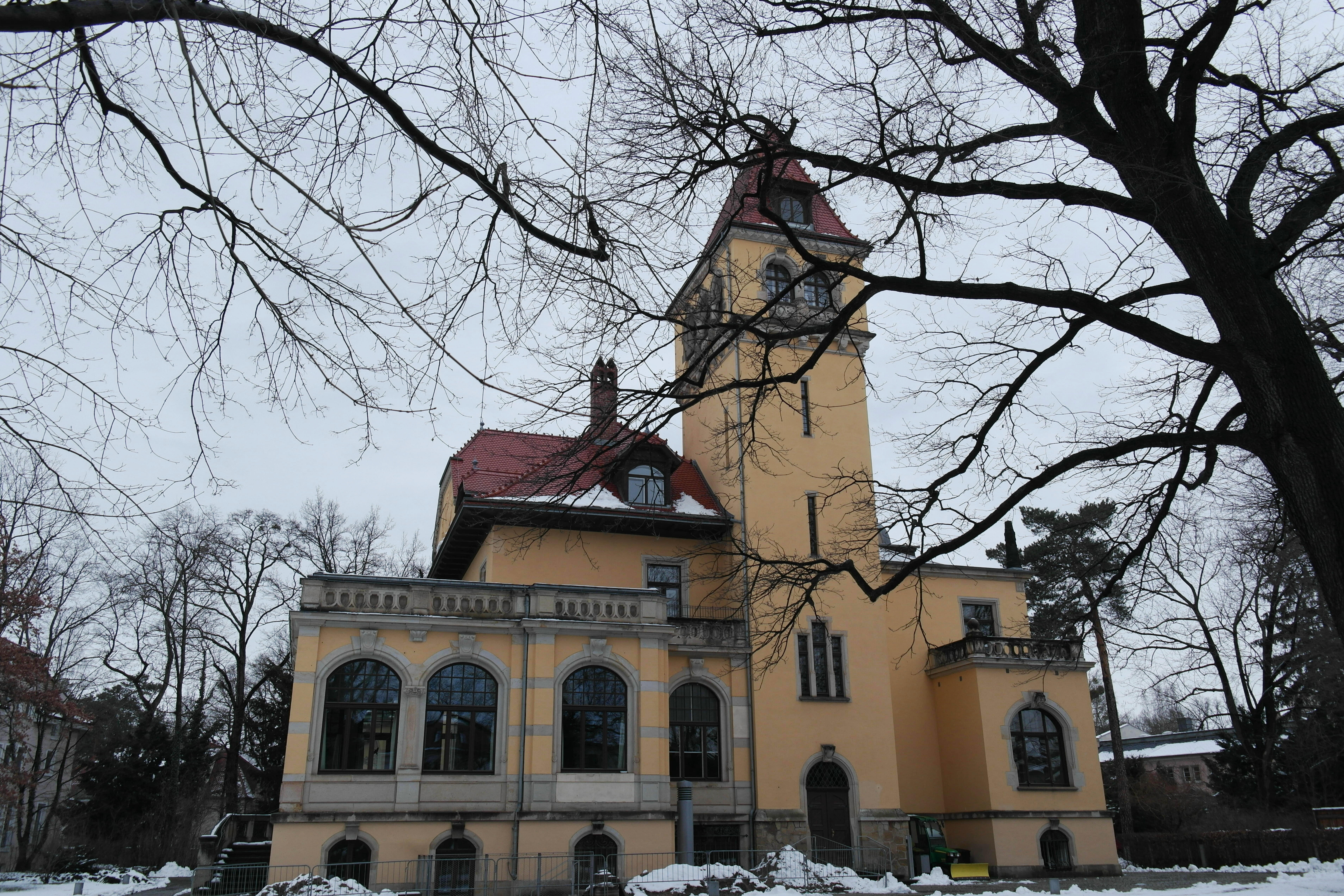
Ostseite